# Watson-Gletscher (Antarktika)
Der Watson-Gletscher ist ein Gletscher im Australischen Antarktis-Territorium. Er liegt am östlichen Ende des Turnstile Ridge im schmalen nordwestlichen Teil der Britannia Range und fließt nordostwärts zum oberen Abschnitt des Hatherton-Gletschers.
Das Advisory Committee on Antarctic Names benannte ihn 2009 nach Elizabeth J. Watson, die zur Unterstützung der Arbeiten im United States Antarctic Program zwischen 1998 und 2009 in zahlreichen antarktischen Sommerkampagnen auf der Amundsen-Scott-Südpolstation tätig war, dort den antarktischen Winter 1999 und denjenigen des Jahres 2000 auf der Palmer-Station verbracht hatte.